# Forum pour le progrès de l'Amérique du Sud

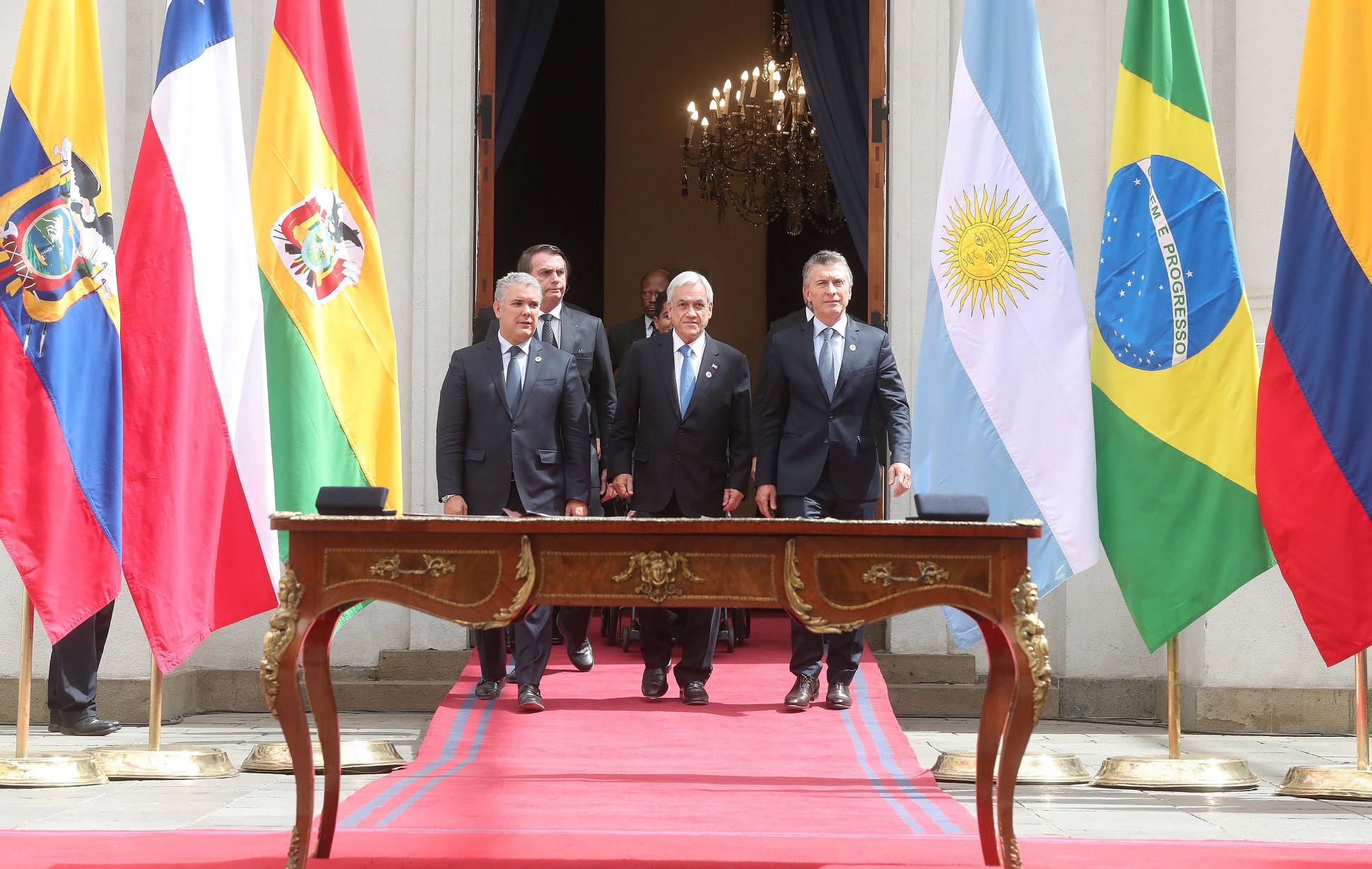
Photo montrant l'arrivée des dirigeants des partis de droite des pays participant au Prosur (Forum pour le Progrès de l'Amérique du Sud). Ivan Duque (Colombie), Jair Bolsonaro (Brésil),Lenin Moreno (Équateur), Sebastian Pinera (Chili).

Le forum pour le progrès de l'Amérique du Sud est une instance internationale créée le 22 mars 2019 à Santiago du Chili, par plusieurs États sud-américain, en opposition avec l'Union des nations sud-américaines, à la suite du départ de la plupart des membres de cette organisation, et plus particulièrement  en opposition avec le Venezuela.
Les pays membres sont la Colombie, l'Argentine, le Brésil, l'Équateur, le Pérou, le Paraguay, le Suriname et le Guyana.